# Junco phaeonotus
Espèce
Statut de conservation UICN

LC : Préoccupation mineure
Le Junco aux yeux jaunes (Junco phaenotus) est une espèce de passereaux de la famille des Passerellidae.
Son aire de répartition se trouve principalement au Mexique et s'étend dans certaines des montagnes de la pointe sud des États américains de l'Arizona et du Nouveau-Mexique. Il ne migre généralement pas, mais se déplace parfois vers les basses altitudes voisines pendant l'hiver. La femelle pond trois à cinq œufs gris pâle ou blanc bleuté dans un nid ouvert d'herbe séchée deux à trois fois par an. L'incubation dure quinze jours, et une fois éclos, les poussins sont prêts à quitter le nid deux semaines plus tard. Le régime alimentaire de cet oiseau se compose principalement de graines, de baies et d'insectes.

## Liste des sous-espèces
Selon BioLib (18 juillet 2020) :
- sous-espèce Junco phaeonotus alticola Salvin, 1863
- sous-espèce Junco phaeonotus bairdi Ridgway, 1883
- sous-espèce Junco phaeonotus fulvescens Nelson, 1897
- sous-espèce Junco phaeonotus palliatus Ridgway, 1885
- sous-espèce Junco phaeonotus phaeonotus Wagler, 1831